# Aeroportul Siuna
Aeroportul Siuna (IATA: SIU, ICAO: MNSI) este un aeroport din Regiunea Autonomă a Atlanticului de Nord, Nicaragua ce deservește zona Siuna⁠(d). A fost numit după zona deservită.
Situat la o altitudine de 175 m, aeroportul dispune de o singură pistă. Este operat de Nicaragua.